# Бернардо Кордон
Берна́рдо Кордо́н (ісп. Bernardo Kordon; *12 листопада 1915, Буенос-Айрес, Аргентина — †2 лютого 2002, Сантьяго-де-Чилі, Чилі) — аргентинський письменник, сценарист і журналіст.

## З життя і творчості
Портеньйо — уродженець Буенос-Айреса.
Постійний мандрівник, він об'їздив значну частину Америки, Європи та Азії, залишивши свідчення про свої подорожі у таких творах, як El teatro chino tradicional («Традиційний китайський театр») і Seiscientos millones y uno («Шістсот мільйонів і один») (1958), що розповідають про післяреволюційний Китай доби Мао Цзедуна
У 1969 році йому довелося виїхати на деякий час з Аргентини у Чилі з політичних мотивів. 
У 1982 році він публікував нариси в часописі Caras y Caretas. 
Помер у Сантьяго 2.2.2..

## З доробку
Бернардо Кордон — прозаїк, автор оповідань. 
З очевидною прихильністю до реалізму та костумбризму і під впливом сучасної північноамериканської прози та з ознаками кінематографічного монтажу зумовили манеру письма і художній стиль Кордона як максимально відкрита розповідь, де переважає спостереження контрастів життя.

## Визнання
«Історії тих, хто вижив» (Historias de sobrevivientes) 1983 року здобули першу муніципальну премію.
Автор удостоєний премії Konex — диплом за заслуги в літературі в 1984 році.